# Nicolaes Tulp
Nicolaes Tulp', nizozemski zdravnik, kirurg, anatom in politik, * 1593, † 12. september 1674.
Leta 1654 je postal župan Amsterdama. Najbolj je znan po tem, da ga je upodobil Rembrandt s sliko Predavanje o anatomiji dr. Nicolaesa Tulpa